# Indiana-Mausohr
Das Indiana-Mausohr (Myotis sodalis) oder auch Indiana-Fledermaus ist eine Fledermausart aus der Familie der Glattnasen (Vespertilionidae), welche in Nordamerika beheimatet ist. Sie ist nach ihrem Hauptverbreitungsgebiet benannt. Der Artname sodalis ist lateinisch und bedeutet „kameradschaftlich“, was sich auf die großen Gruppengrößen bezieht, in welchen die Tiere anzutreffen sind.

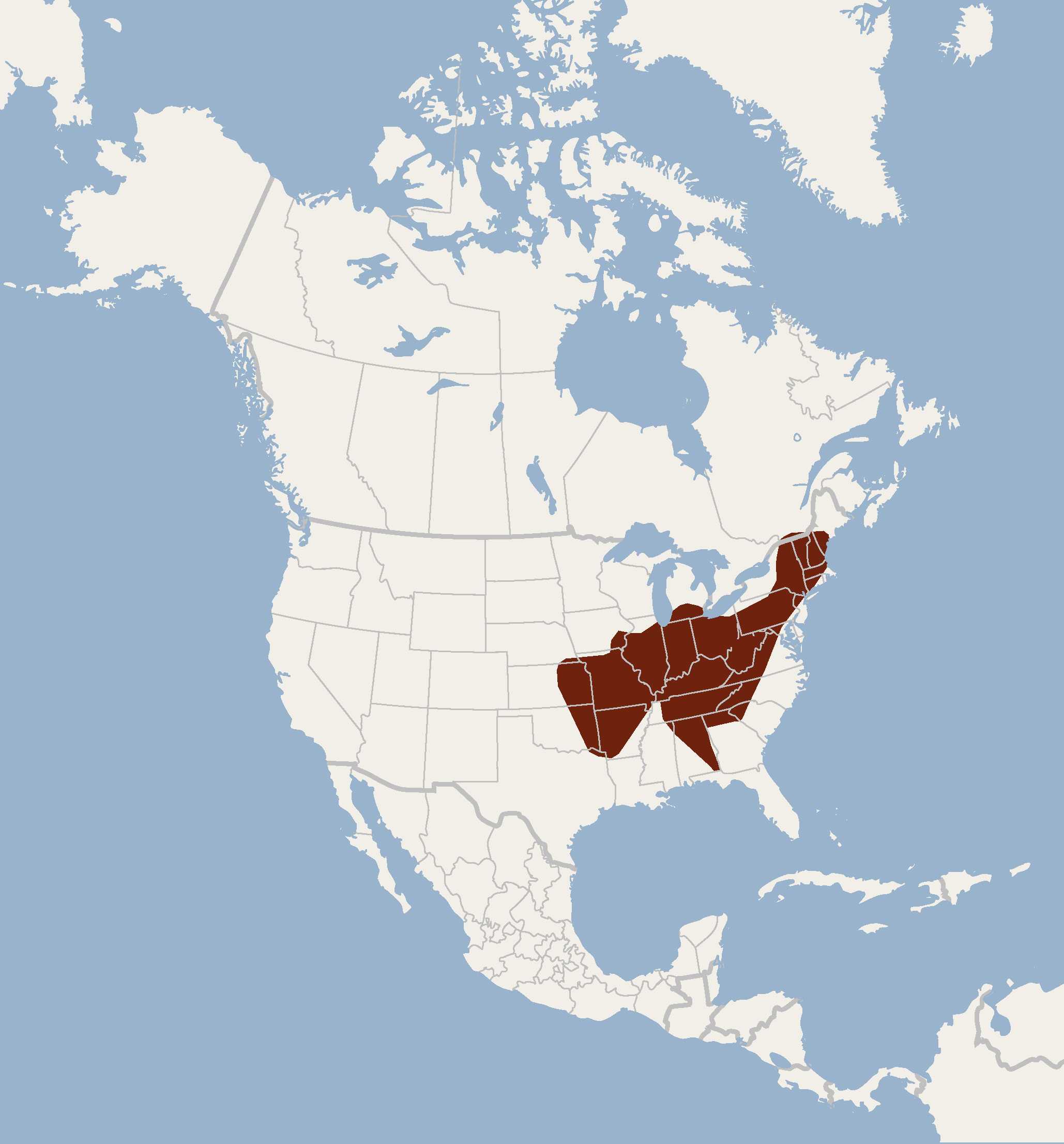
Verbreitung von Myotis sodalis

## Beschreibung
Das Indiana-Mausohr ist eine kleine Fledermaus mit einer Unterarmlänge von 36 bis 40,6 mm und einer Flügelspannweite von 240 bis 267 mm. Die Weibchen sind mit einem Gewicht von 7,5 g etwas größer als die Männchen mit 7,1 g (Sexualdimorphismus). Der kurze stumpfe Tragus reicht nicht ganz bis zur Mitte der Ohrmuschel. Die Schwanzflughaut ist bist zu den Knien behaart. Der Calcar ist lang und geschwungen, die Füße sind etwas mehr als halb so lang wie die Tibia. Das Fell ist flauschig und von einem stumpfen grau-braun.
Das Indiana-Mausohr wird häufig mit der Kleinen Braunen Fledermaus (Myotis lucifugus) verwechselt, unterscheidet sich von dieser aber durch die borstenähnlichen Haare an den Zehen, dem geschwungenen Calcar und dem kleineren Fuß (9 statt 10 mm).

## Lebensweise
Das Indiana-Mausohr ist wie die meisten Fledermäuse nachtaktiv und ernährt sich von Insekten, wobei Nachtfalter und andere Insekten mit weichen Körpern bevorzugt werden. Auf Futtersuchflügen erreichen sie eine Fluggeschwindigkeit von über 20 km/h. Die dabei ausgestoßenen Echoortungsrufe bewegen sich zwischen 96 und 40 kHz und sind somit für das menschliche Ohr nicht wahrnehmbar. Das Indiana-Mausohr ist eine der am häufigsten im Zusammenhang mit Winterschlaf studierten Fledermausarten. Während des Winterschlafs werden in der Milz rote Blutzellen gespeichert, welches zu einer 5-fachen Vergrößerung des Organs und einer 41%igen Abnahme von roten Blutzellen im Blut führt. Während des Erwachens werden die Blutzellen von der Milz abgegeben, was wahrscheinlich dazu dient, mehr Sauerstoff während der Aufwachphase zu transportieren, und das Aufwachen somit zu beschleunigen. Im September, kurz vor dem Winterschlaf, nehmen die Tiere zu 50 % an Körper- und Fettmasse zu, welche kontinuierlich während des Winterschlafs abgebaut wird.
Die Körpertemperatur des Indiana-Mausohrs liegt immer 1–1,5 °C über der Umgebungstemperatur. Fällt die Umgebungstemperatur außerhalb der Winterschlafphase auf unter null Grad, so geht die Fledermaus in Torpor und hält eine Körpertemperatur über dem Gefrierpunkt durch zittern der Muskeln aufrecht. Temperaturen über 35 °C werden nur schlecht toleriert und können für die Tiere tödlich enden.
Den Schlafplatz teilt sich das Indiana-Mausohr mit anderen Fledermausarten wie der Kleinen (M. lucifugus) und Großen Braunen Fledermaus (Eptesicus fuscus), M. septentrionalis, M. grisens, M. austrioriparius und Pipistrellus subflavus.
Während des Winterschlafs werden Höhlen aus Sandstein mit Teichen bevorzugt. Das Indiana-Mausohr bildet Gruppen, die an den glatten Decken oder Wänden der Höhle hängen. Dabei bevorzugt Myotis sodalis eine Umgebungstemperatur von 2 bis 5 °C, einer relativen Luftfeuchtigkeit von durchschnittlich 87 % und gelegentlich guter Belüftung. Alle 8–10 Tage wachen die Tiere auf, so dass es in der Gruppe immer Tiere gibt, die gerade nicht schlafen. Die Winterschlafhöhle wird im April oder frühen Juni verlassen, wobei die Weibchen früher abziehen als die Männchen. Danach wandern die Tiere bis zu 480 km weit in ihre Sommergebiete. Somit gehört das Indiana-Mausohr zu jenen Fledermäusen, die migrieren.
Die älteste je gefundene Fledermaus dieser Art war über 20 Jahre alt. Zu den bekannten Fressfeinden gehört der Mink, Schlangen wie die Erdnatter und Eulen wie die Ost-Kreischeule.

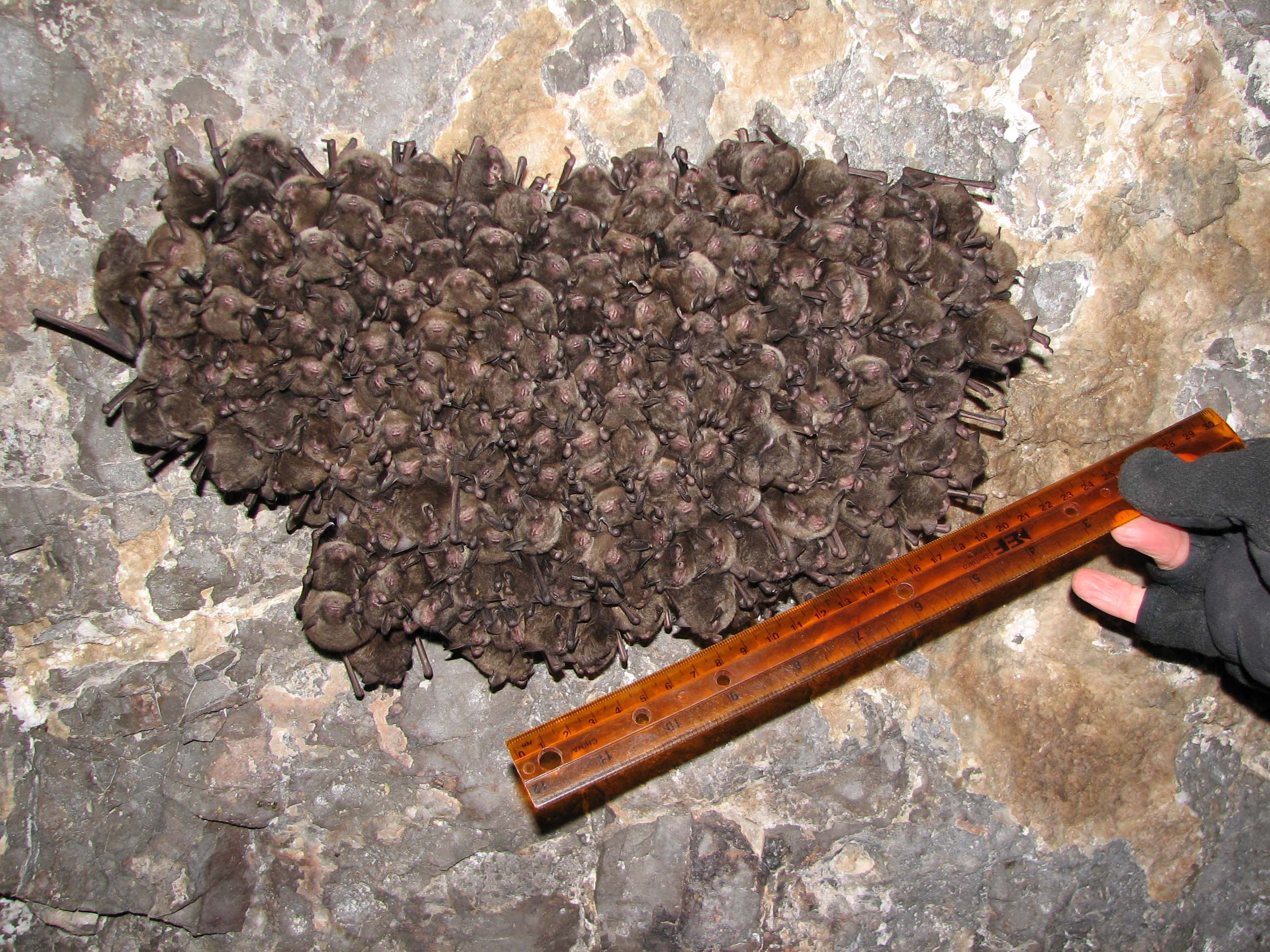
Gruppe von Myotis sodalis im Winterschlaf

## Fortpflanzung
Die Paarung des Indiana-Mausohrs findet zwischen September und Oktober statt. Die Weibchen lagern die Spermien durch den Winter hindurch ein; der Eisprung und die anschließende Befruchtung der Eizelle erfolgt nach dem Winterschlaf im Frühling. Im Sommer trennen sich die Weibchen von den Männchen und bilden Mutterkolonien von selten mehr als 100 Tieren, in denen sie ihre Jungen gebären und säugen, bis diese nach 25–37 Tagen selbständig sind. Die Weibchen gebären dabei pro Jahr jeweils ein einziges Jungtier. Mutterkolonien findet man meist unter loser Baumrinde und in hohlen Baumstämmen, jedoch nicht in Höhlen. Nachdem die Jungen selbständig fliegen können, begleiten sie ihre Mutter in Tandems auf Futtersuchflügen.

## Gefährdung und Schutz
Der Bestand des Indiana-Mausohrs wird von der IUCN  wegen ihres kleinen Verbreitungsgebiets als stark gefährdet („endangered“) eingestuft. Grund dafür ist ein Rückgang der Population um 50 % innerhalb der letzten 10 Jahre. Bereits nach dem Endangered Species Act des US-Kongresses 1973 wurden zahlreiche Maßnahmen ergriffen, um die Art zu schützen. Zuvor gingen die Populationen aufgrund von Naturkatastrophen, Störungen durch den Menschen und verändertes Klima in den Höhlen zurück. So nahm die Anzahl an Tieren innerhalb von 15 Jahren um 28 % ab. 1978 überwinterten 87 % der Gesamtpopulation in der Höhle der Bat Cave and Cascade Caverns State Nature Preserves im Carter County (Kentucky), in einer einzigen Höhle in Indiana. Diese und andere wichtige Überwinterungshöhlen stehen unter Schutz. Nebst der Gefährdung der Winterschlafplätze ist der Schutz von des Indiana-Mausohrs schwierig, da kaum bekannt ist, wo die Tiere den Sommer verbringen. Weibchen findet man meist in Mutterkolonien unter loser Baumrinde, jedoch ist über die Ökologie der Männchen praktisch nichts bekannt.
Zu den wichtigsten Gefährdungen gehört die Störung durch den Menschen. Wenn Fledermäuse ungewollt aus dem Winterschlaf aufwachen, verbrauchen sie kostbare Energiereserven. Dies ist vor allem in kommerziell genutzten Höhlen ein Problem. Hinzu kommt die absichtliche Tötung der Tiere durch private Höhlenbesitzer, die Veränderung des Klimas im Innern der Höhle durch das Öffnen zusätzlicher Eingänge, und die unsachgemäße Versperrung der Höhleneingänge. Weiterhin gehört Myotis sodalis zu jenen Fledermausarten, die durch das White-Nose-Syndrom stark gefährdet sind.

## Verbreitung und Lebensraum
Das Indiana-Mausohr kommt in den Vereinigten Staaten in Westen von Kansas bis an die Ostküste sowie im Norden von Michigan bis im Süden nach Alabama vor.